# شکستگی ترقوه
شکستگی ترقوه(به انگلیسی: Clavicle fracture)استخوان ترقوه پل ارتباطی بین قفسه سینه و اندام فوقانی است و نیروهای وارد شده از اندام فوقانی می‌تواند باعث شکستگی این استخوان شود. ۵ درصد شکستگی‌های بدن انسان در این استخوان اتفاق می‌افتد.

## موقعیت تشریحی
استخوان ترقوه بین اندام فوقانی و قفسه سینه قرار دارد و درحقیقت تنها عامل اتصال استخوانی اندام به بدن است و یکی از نقاط اتکاء اهرمی عضلات است. هرچند صدمات بافت‌های مجاور در شکستگی ترقوه کم است ولی عناصر مهم حیاتی مانند عروق و اعصاب در اطراف آن قرار دارند.

## شیوع شکستگی
شیوع آن در سنین مختلف متفاوت است، در کودکان شایع بوده و حدود ۱۶ درصد کل شکستگی در اطفال را شامل می‌شود ولی در بزرگسالان ۴-۶ درصد شکستگی‌های بدن را تشکیل می‌دهد. اکثر شکستگی‌های ترقوه در قسمت میانی اتفاق می‌افتد (حدود ۸۰ درصد) شکستگی‌های قسمت خارجی ۱۵ درصد و قسمت داخلی (محل اتصال به سینه) حدود ۵ درصد است. شیوع کلی آن بین ۳۰ الی ۶۰ مورد در هر ۱۰۰٬۰۰۰ نفر در سال است.

## علائم و تشخیص
علائم کلی شکستگی مثل درد، تورم، محدودیت حرکتی، و اختلال بکارگیری عضو وجود دارد. بیمار اندام شکسته را با دست مقابل گرفته و از آویزان شدن اندام جلوگیری می‌نماید. در محل شکستگی تورم و خون‌مردگی وجود دارد. معاینه ریه و نبض‌ها و اطمینان از سالم بودن عروق و اعصاب اندام فوقانی وظیفه پزشک معالج است.
بجز معاینه بالینی، انجام پرتونگاری از محل شکستگی و ریه الزامی است و به ندرت نیاز به انجام سی تی اسکن و آنژیوگرافی لازم می‌آید.

## درمان

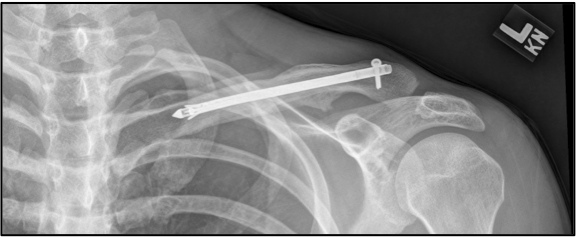
شکستگی چند قطعه‌ای که با میله داخل کانال ثابت شده

درمان این شکستگی، در اکثر مواقع درمان غیرجراحی و به صورت بستن بانداژ 8 لاتین (Figure-of-eight brace) یا شانه-آویز است. حدود زمان جوش خوردن در کودکان ۲-۴ هفته و بزرگسالان ۳-۶ هفته است.
در بعضی از موارد نیاز به عمل جراحی و ثابت کردن شکستگی وجود دارد، بعضی از این موارد عبارتند از:
- جابجایی شکستگی باعث کوتاهی بیش از ۲ سانتیمتر استخوان شود.
- شکستگی باعث صدمه عناصر عروقی یا اعصاب شود.
- شکستگی خُرد شده همراه با جابجایی قطعات باشد.
- شکستگی‌های متعدد اندام وجود داشته باشد.
- در شکستگی‌های باز.[۱][۳]

در بررسی کوتاه مدت، عوارضی مانند جوش نخوردن و خشکی رباط شانه و محدودیت حرکتی در بیمارانی که به روش جراحی درمان شده‌اند کمتر از روش‌های غیرجراحی است ولی نتایج بلند مدت آت نامشخص است و شواهد کافی برای اثبات ارجحیت درمان جراحی وجود ندارد.

## عوارض
یکی از عوارض مهم این شکستگی بدجوش خوردن است که معمولاً با اختلال فعالیت عضو همراه نیست و مشکلات جزئی برای بیمار ایجاد می‌کند. عارضه جوش نخوردن حدود ۵ الی ۱۰ درصد موارد دیده می‌شود که آنهم اکثر مواقع مشکل عمده‌ای برای بیمار همراه ندارد و در موارد مشکل دار نیاز به عمل جراحی دارد.
این شکستگی در موارد نادری با صدمه به ریه و عروق و اعصاب شبکه بازویی همراه است.